# Spermacoce stipularis
Spermacoce stipularis là một loài thực vật có hoa trong họ Thiến thảo. Loài này được Dessein mô tả khoa học đầu tiên năm 2003.